# Helene Schjerfbeck
Helena Sofia (Helene) Schjerfbeck ([helɛːn ʃærvbek]ⓘ Helsinki, 10 de julio de 1862 – Saltsjöbaden, 23 de enero de 1946) fue una pintora finesa conocida principalmente por sus obras realistas y autorretratos, aunque también realizó paisajes y bodegones. Los autorretratos que a lo largo de su vida fue realizando podrían considerarse como los contrafuertes en torno a los cuales se apoya su obra, ya que nos encontramos con una indagación de su vida y los cambios en su estilo. A lo largo de su vida longeva, sus trabajos fueron variando notablemente. 
«Su trabajo comienza con una versión deslumbrantemente hábil y algo melancólica del realismo académico de fines del siglo XIX... termina con imágenes destiladas, casi abstractas, en las que la pintura pura y la descripción críptica se mantienen en perfecto equilibrio». Roberta Smith, New York Times.

## Biografía

### Infancia y adolescencia
Helena Sofia Schjerfbeck nació en la ciudad costera de Ekenäs, al suroeste de Helsinki (por entonces parte del Imperio ruso) en 1862. A los 4 años cayó por las escaleras de la casa donde vivía y sufrió una lesión en la cadera que le impidió asistir a la escuela. Se considera esta como la probable causa de que comenzara a pintar, ya que además del tiempo de convalecencia que tuvo esta lesión, la misma la acompañaría toda la vida privándole de un estilo de vida físicamente activo. 
Desde muy corta edad mostró poseer un gran talento, y a los 11 años ingresó en la Sociedad Artística Finlandesa, una escuela de dibujo (Adolf von Becker pagó sus estudios allí). En esta escuela, Schjerfbeck conoció a Helena Westermarck, Maria Wiik y Ada Thilen, manteniendo las 4 artistas una estrecha amistad durante el resto de sus vidas. 
Cuando su padre murió de tuberculosis el 2 de febrero de 1876, su madre comenzó a alquilar habitaciones para conseguir dinero. Un año después de la muerte de su padre, Schjerfbeck terminó sus estudios de dibujo, y siguió formándose en la academia privada de Adolf von Becker (ubicada en las instalaciones de la Universidad de Helsinki) junto con Helena Westermarck. El profesor G. Asp pagó sus gastos en esta academia, donde el propio von Becker la instruyó en técnicas francesas de pintura al óleo. 
En 1879, a la edad de 17 años, Schjerfbeck ganó el tercer premio en un concurso organizado por la Sociedad Artística Finlandesa, y en 1880 su trabajo se exhibió en una exposición anual de la misma. Ese verano, Schjerfbeck pasó un tiempo en una casa solariega propiedad de su tía por el lado de su madre. Allí pasó un tiempo dibujando y pintando a sus primas. Schjerfbeck se sintió particularmente unida a su prima Selma Adlercreutz, que tenía su edad. Ese mismo año partió a París después de recibir una beca de viaje del Senado Imperial de Rusia.

## Trayectoria
En París, Schjerfbeck pintó con Helena Westermarck, para luego irse a estudiar con Léon Bonnat en el estudio de Mme Trélat de Vigny. En 1881 se inscribió en la a la Académie Colarossi, donde estudió una vez más con Westermarck. El Senado Imperial le otorgó otra beca. Schjerfbeck ganó dinero al seguir participando en las exposiciones de la Sociedad Artística, además de hacer ilustraciones para libros. 
En la década de 1890, Schjerfbeck comenzó a enseñar regularmente en Finlandia en la escuela de dibujo de la Sociedad Artística, pero en 1901 enfermó y un año después renunció a su puesto. Se mudó a Hyvinkää para seguir pintando y exponiendo mientras cuidaba de su madre ya anciana, que se había ido a vivir con ella. Durante este tiempo, Schjerbeck produjo naturalezas muertas y paisajes, así como retratos como el de su madre, niñas de escuelas locales y trabajadoras, y también autorretratos, hasta convertirse en una pintora modernista. 
El estilo de esta pintora no se vio influenciado por los temas candentes en la sociedad finlandesa, tales como la lucha nacionalista del país o el simbolismo narrativo, manteniendo el enfoque de sus obras en su propia subjetividad. Su trabajo ha sido comparado con el de artistas como Edvard Munch, pero a partir de 1905 sus pinturas adquirieron una fuerte personalidad propia. Continuó experimentando con varias técnicas, como el uso de diferentes tipos de pintura inferior. 
En 1913, Schjerfbeck conoció al comerciante de arte Gösta Stenman, con cuyo estímulo expuso en Malmö en 1914, Estocolmo en 1916 y San Petersburgo en 1917. En 1917 Stenman le organizó su primera exposición individual y en ese año Einar Reuter publicó la primera monografía de Schjerfbeck. Más tarde expuso en Copenhague (1919), Gotemburgo (1923) y Estocolmo (1934). En 1937, Stenman organizó otra exposición individual para ella en Estocolmo y en 1938 comenzó a pagarle un salario mensual. 
Hablaba inglés, francés y alemán de forma fluida, lo que la ayudó a leer en sus lenguas nativas a autores como Oscar Wilde o Robert Burns, a los que apreciaba mucho. También se conoce que se vio particularmente atraída por la figura de Vicent van Gogh, aunque sus influencias principales vinieron mayoritariamente de la escuela francesa. 
La primera obra importante expuesta por Schjerfbeck, “Soldado herido en la nieve” (1880, Ateneum, Helsinki), comprada para la colección de la Sociedad Finlandesa de Arte el mismo año en que fue pintada, muestra claramente lo que se esperaba de ella en Finlandia, donde la pintura histórica aún seguía gozando de la mayor estima. Sin embargo, pronto se interesó por el paisajismo. "Funeral en Bretaña" (1884, Museo Pojanmaan, Vaasa), obra paisajista madura, fue aceptada para el Salón de París el año en que fue terminada. Aquella fue la segunda vez que Schjerfbeck expuso en el Salón, pero ya en 1881 su “Muchacho dando de comer a su hermanita” (Ateneum, Helsinki) había mostrado el naturalismo por excelencia, y también entonces fue vanguardista. La originalidad de Schjerfbeck está, no obstante, en obras más espontáneas e impresionistas, tales como “La Puerta”. La obra temprana más importante de la pintora es “La convaleciente” (1888, Ateneum, Helsinki) pintada en St. Ives, Inglaterra, por la que recibió una medalla de bronce en la Exposición Universal de París en 1889.

### Últimos años y muerte
Con el paso de los años, Schjerfbeck viajó menos, pasando la mayor parte de 1920 en Ekenäs y solo desplazándose por causas de fuerza mayor. En 1921 volvió a Hyvinkää. Durante aproximadamente un año, Schjerfbeck se mudó a una granja en Tenala para escapar de la Guerra de Invierno donde se enfrentaron la URSS y Finlandia, pero regresó a Ekenäs a mediados de 1940.
Más tarde se mudó a una residencia de personas mayores, donde residió algo menos de un año antes de mudarse al sanatorio de Luontola. En 1944 se mudó al hotel balneario Saltsjöbaden en Suecia, donde continuó pintando activamente incluso durante sus últimos años. Los autorretratos que pintó al final de su vida, mientras se veía cada vez más debilitada por el cáncer, muestran a una persona con un gran nivel de introspección y consciente de su final. En algunas obras incluso pareciera que su esqueleto traspasaba su cara representando la sombra de la muerte. En su etapa final, la elegancia de la simplicidad se convirtió en el bastión principal de sus obras, como se puede apreciar en su último dibujo, un bosquejo a modo de autorretrato dibujado a carboncillo.
Murió el 23 de enero de 1946 y fue enterrada en el cementerio Hietaniemi en Helsinki.

### Vida personal
Schjerfbeck no tuvo descendencia, pero se le conocen dos grandes amores en su vida, ambos con gran peso en el bagaje sentimental que luego plasmó en sus obras. El primero se remonta a 1883 y fue un artista al que solo se le conoce por el sobrenombre de “el inglés” (aunque se piensa que podía ser sueco o incluso francés). El segundo llegó décadas después, en 1918, con la artista ya de vuelta en Ekenäs. Su nombre era Einar Reuter, un escritor dieciocho años menor que ella que incluso elaboró una biografía corta de Schjerfbeck. Aparece representado en cuadros como “El marinero", pero al igual que su primera relación no terminó siendo fructífera.

## Galería

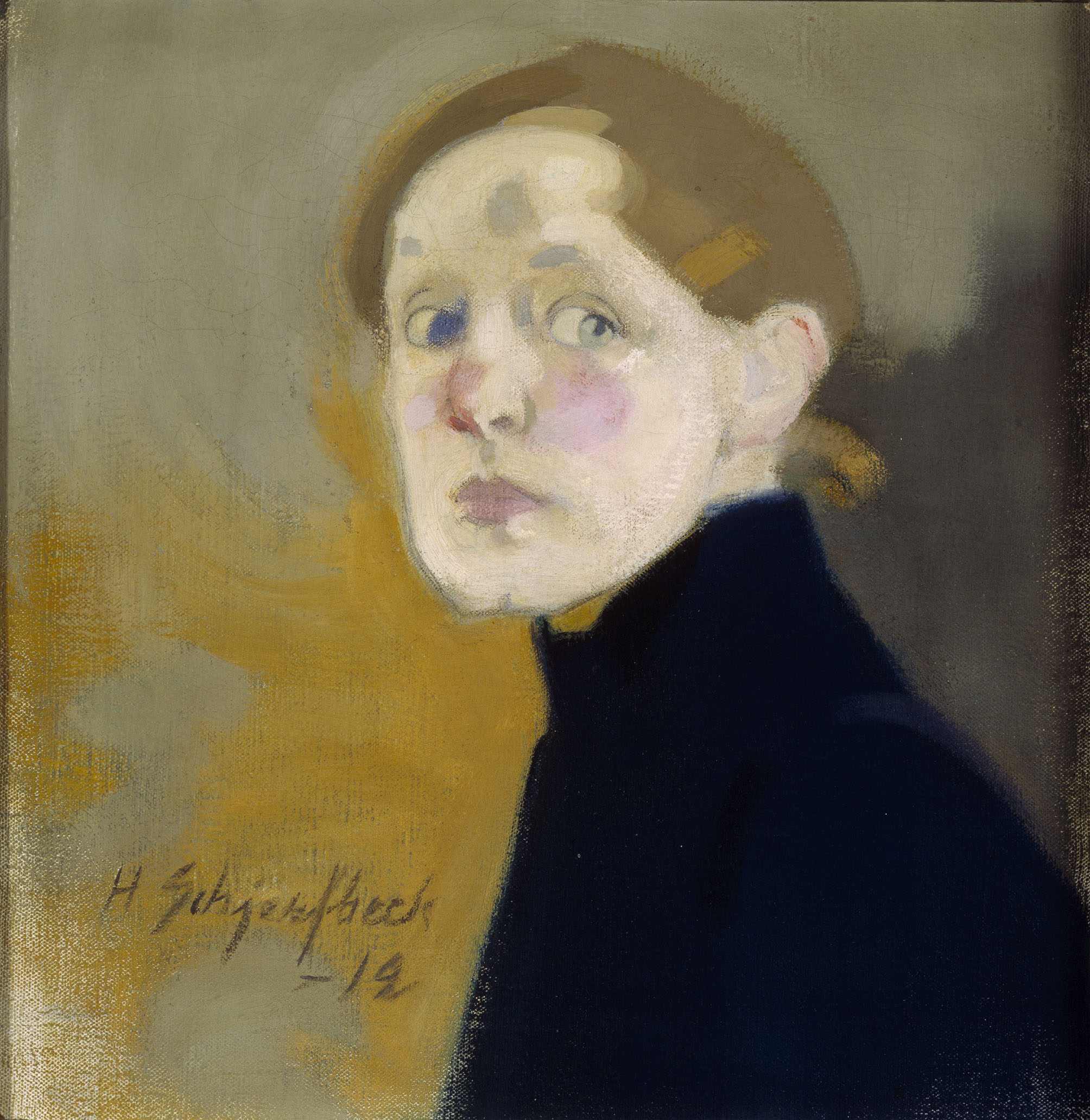
Autorretrato, 1912
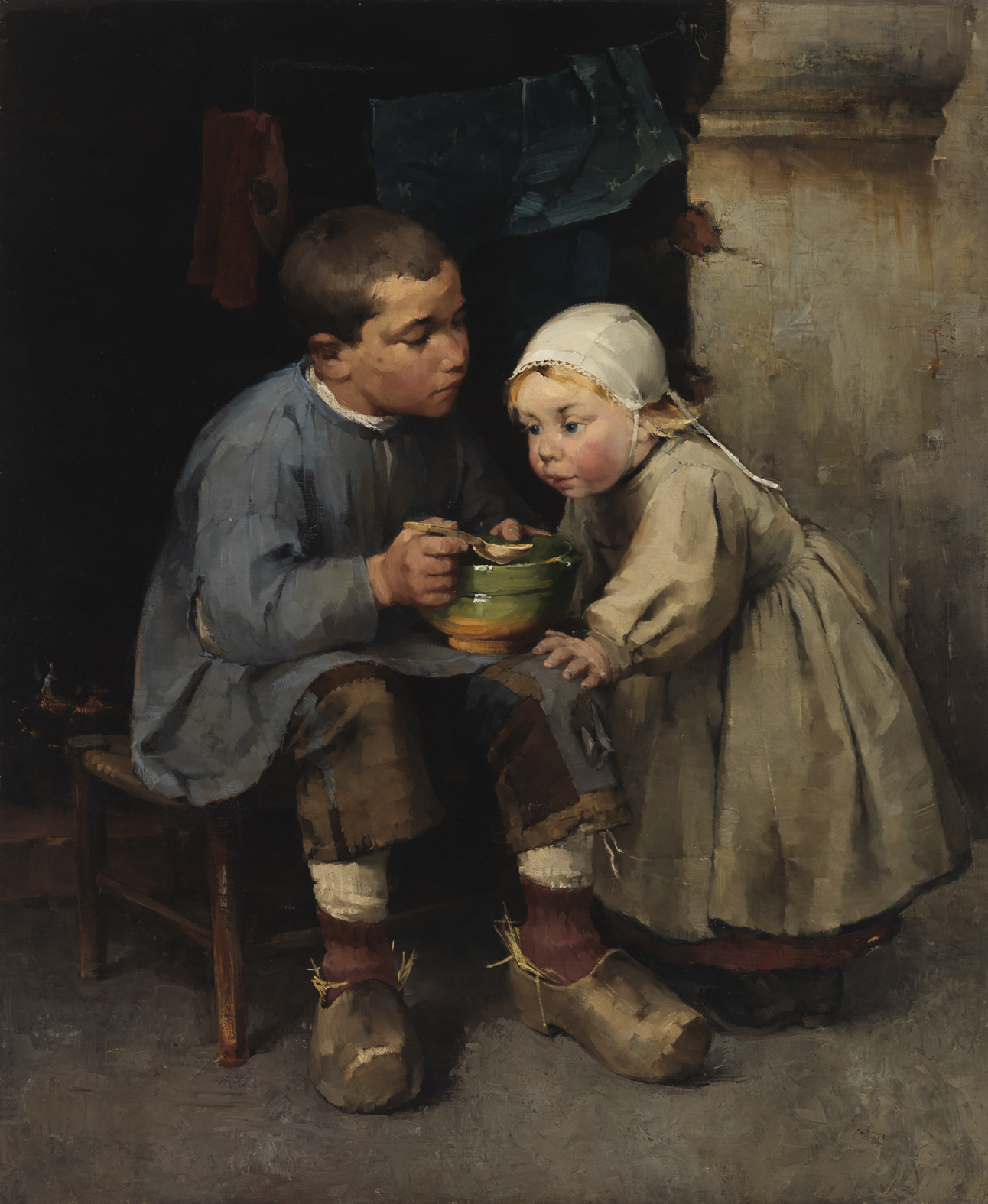
Un niño alimentando a su hermanita, 1883
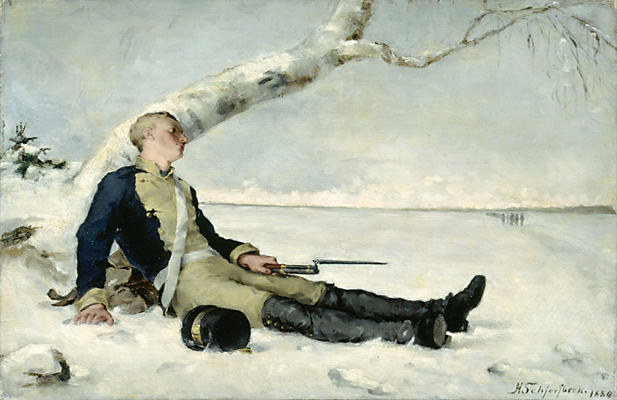
Soldado herido en la nieve, 1880
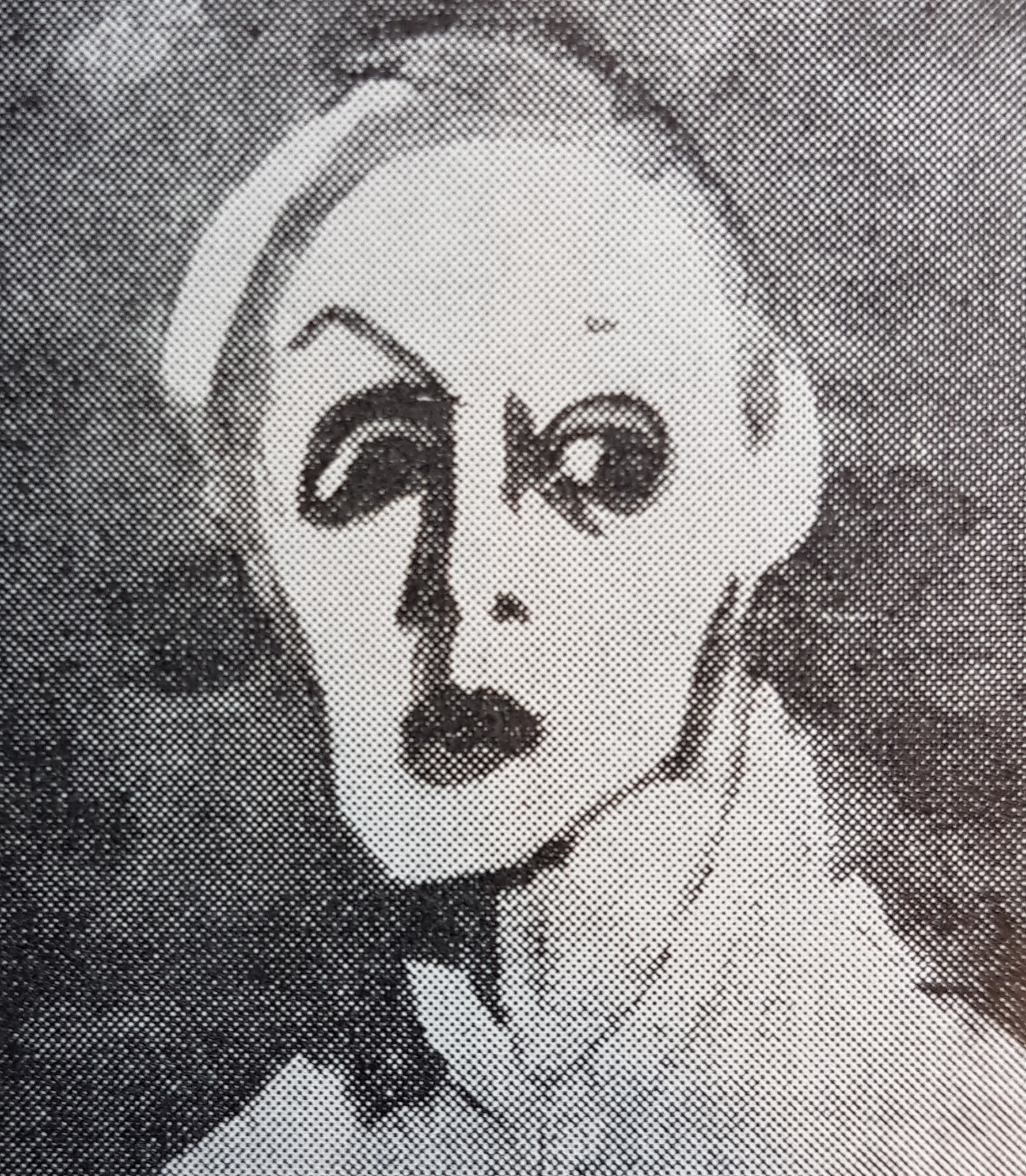
Autorretrato, 1939
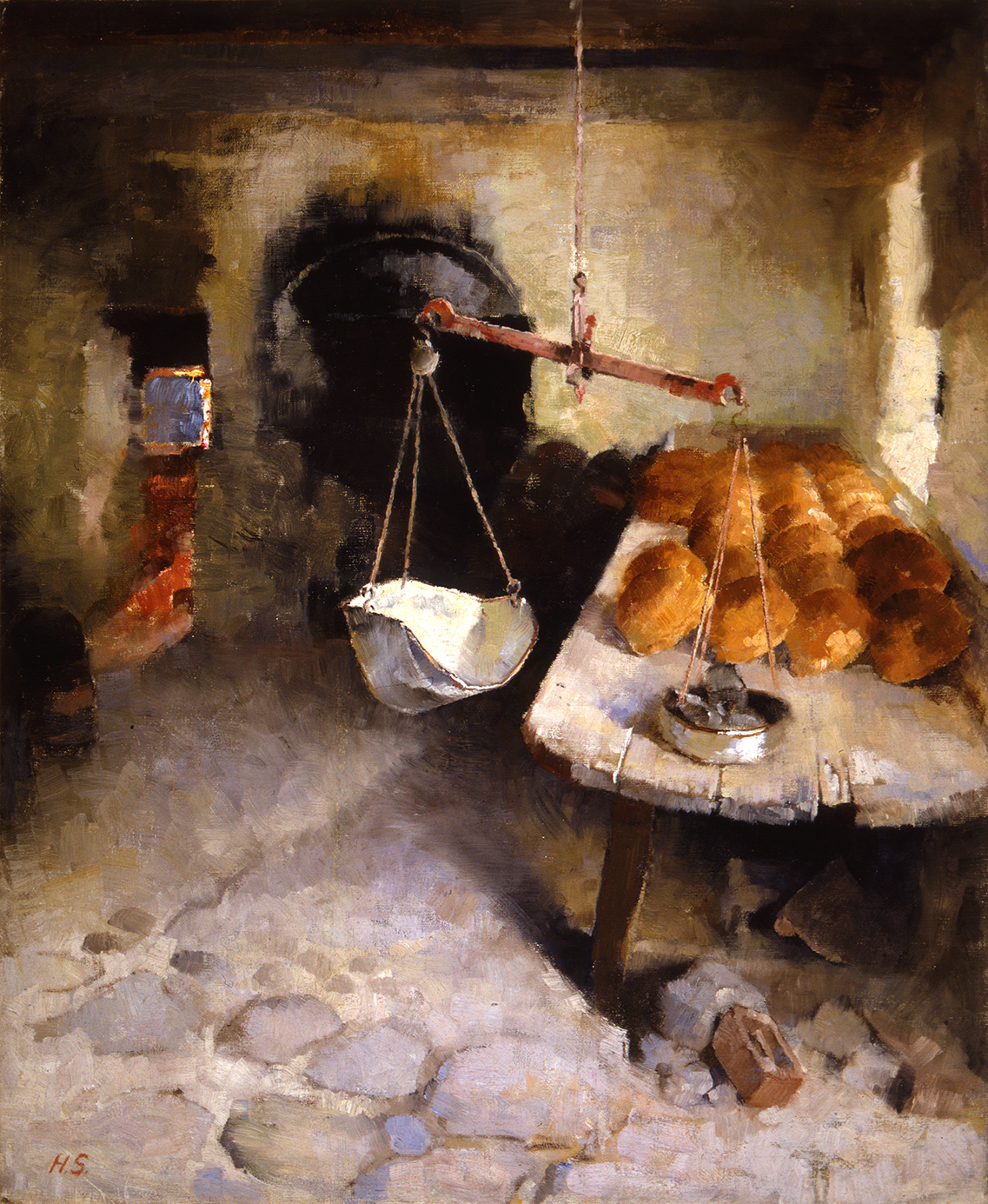
La panadería, 1887
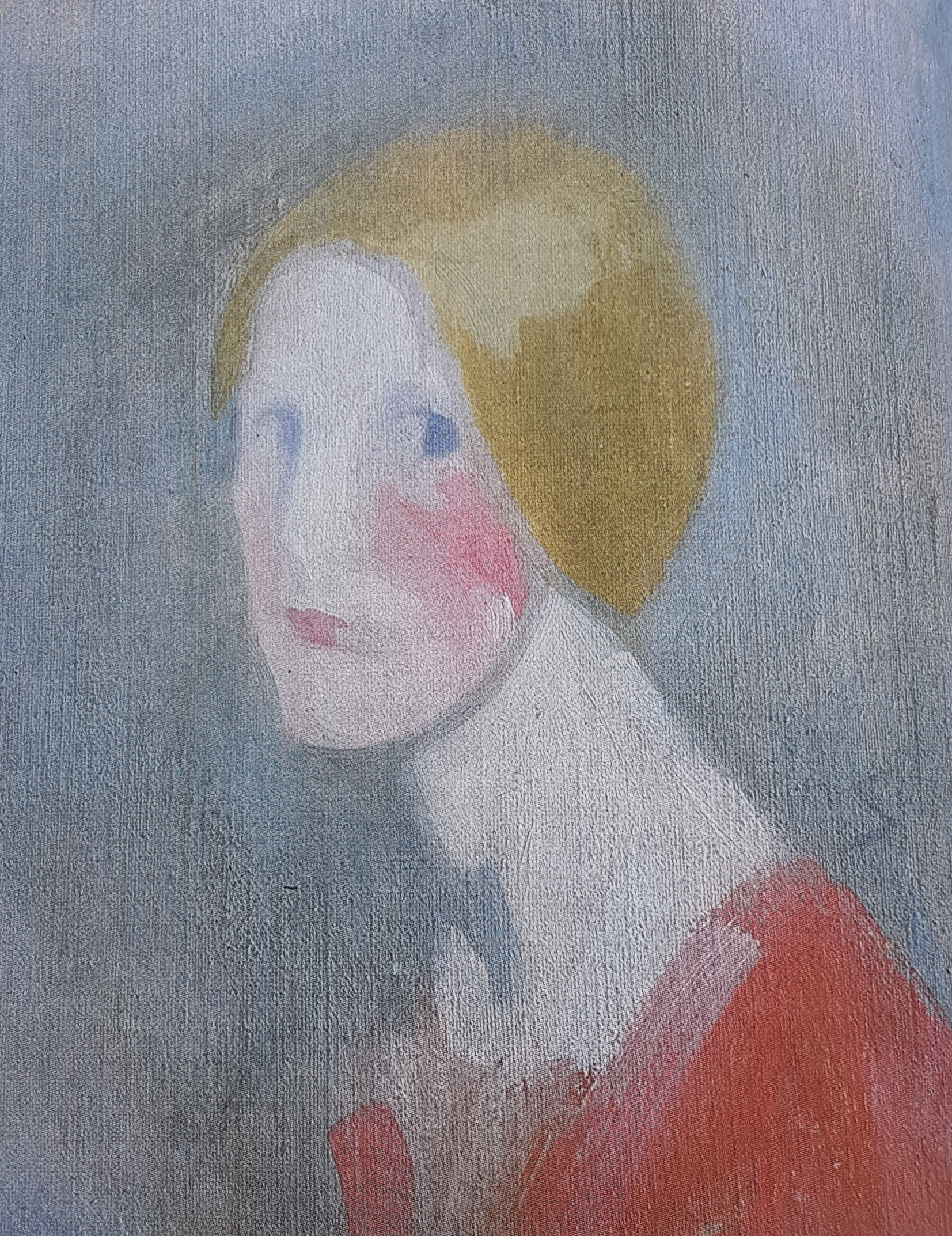
Cabeza femenina
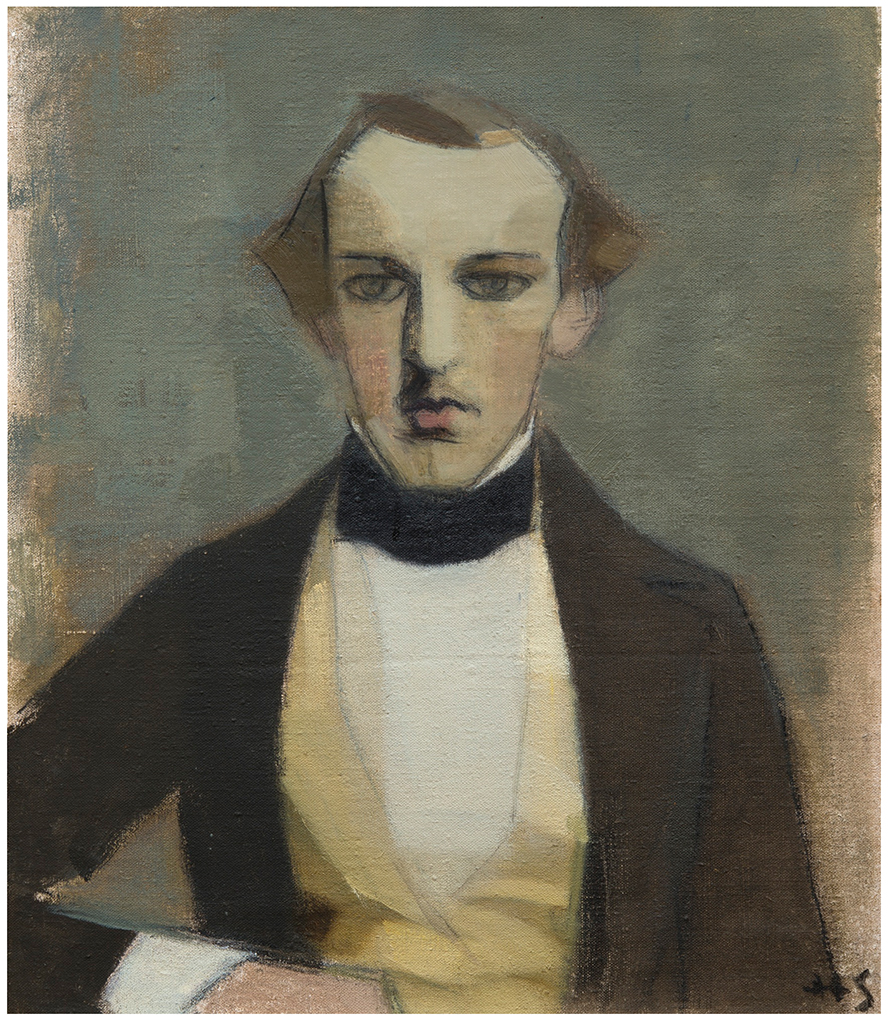
Mi padre, 1943
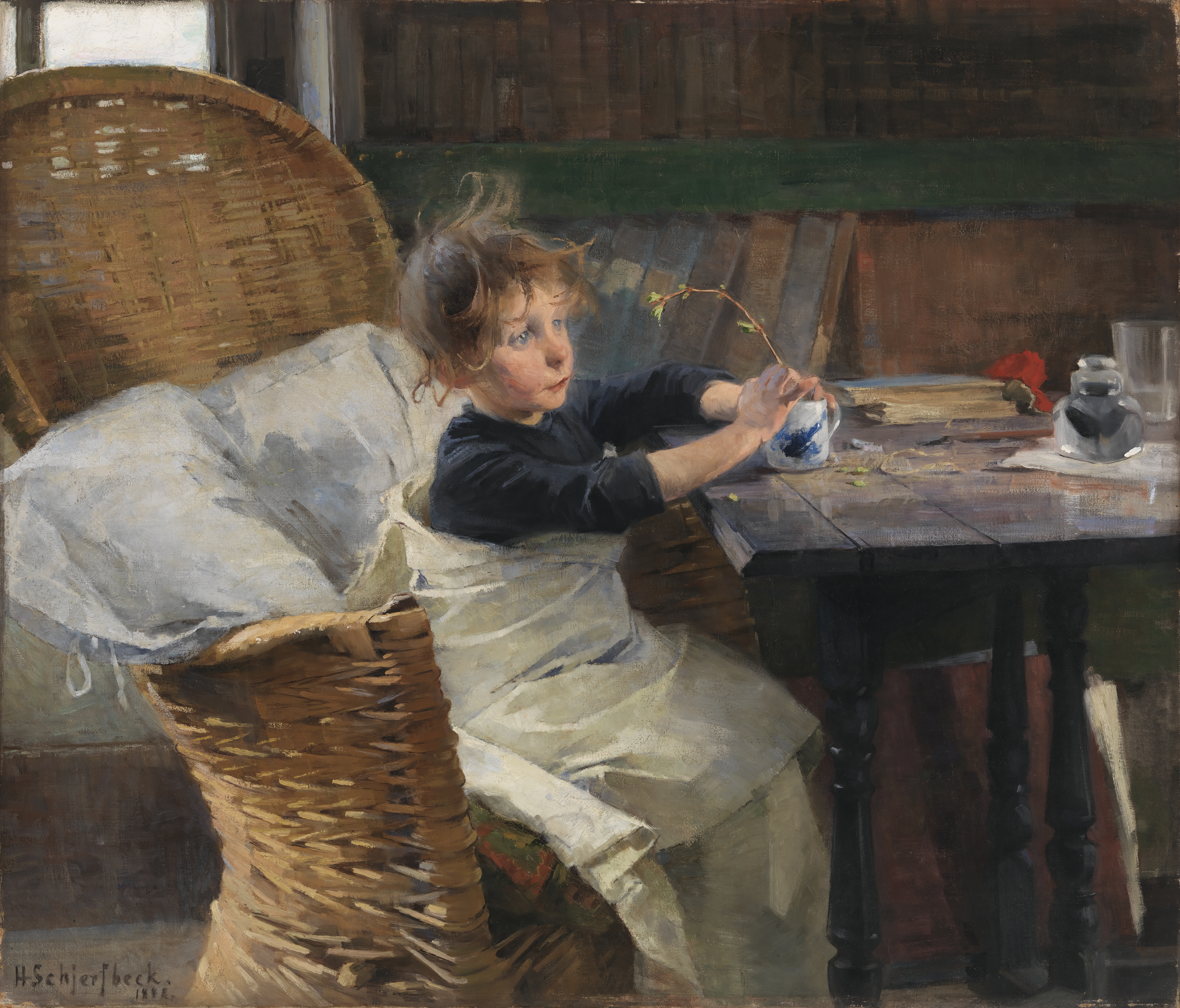
La convaleciente, 1888
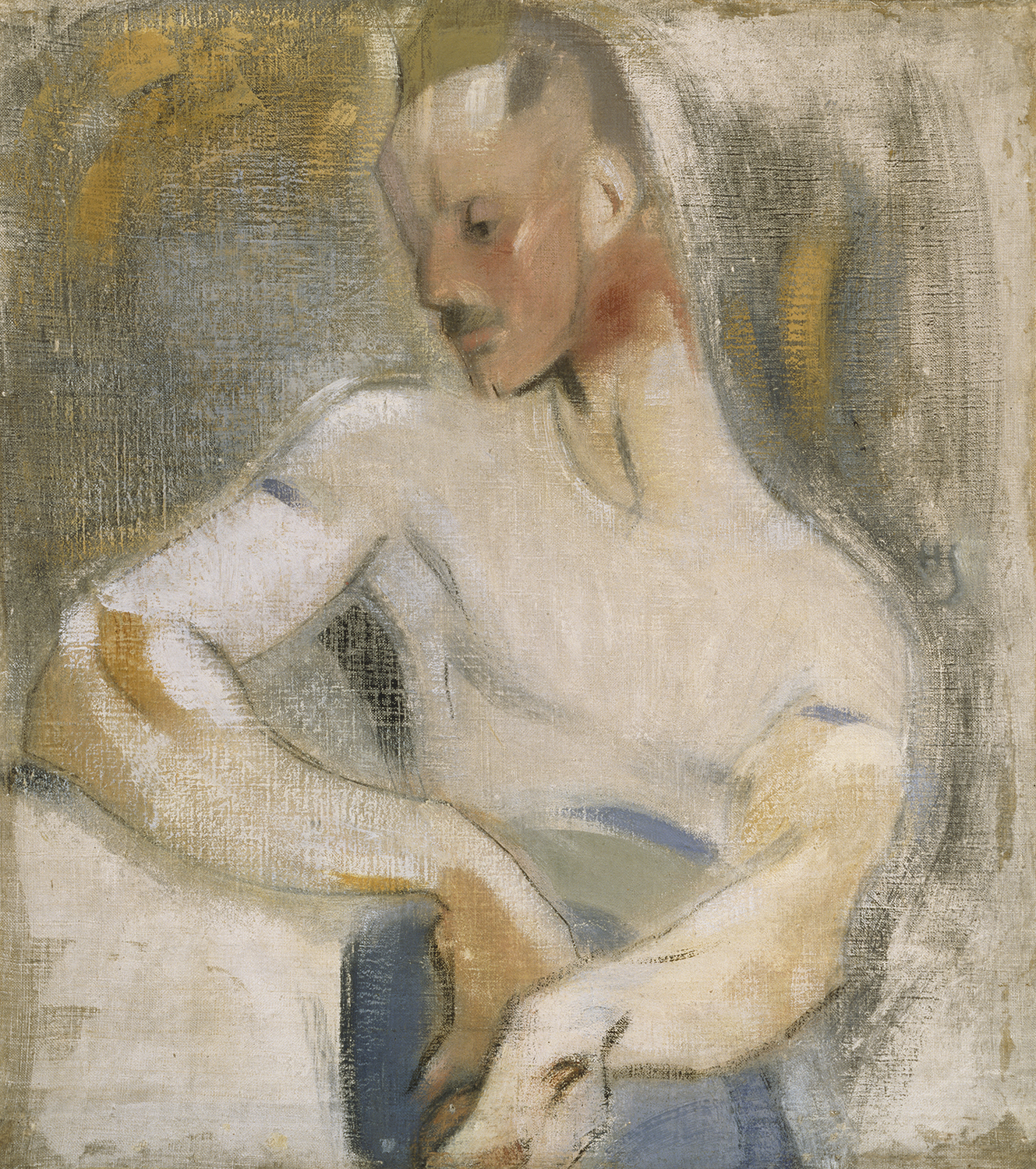
El marinero, 1918
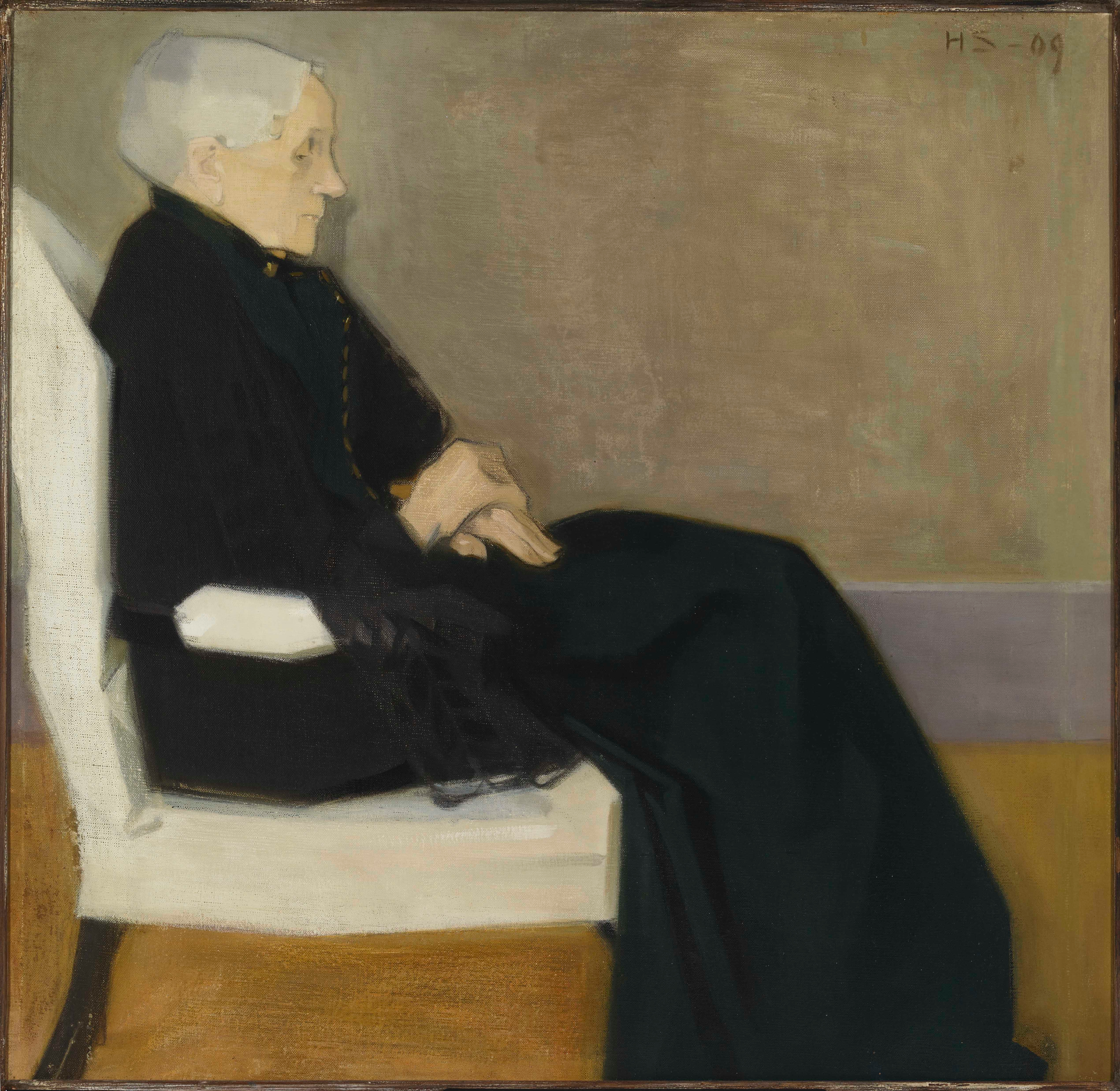
Mi madre, 1909

## Reconocimientos
- Su obra “Zapatos de baile” llegó a ser vendida por una cifra próxima a los cuatro millones de euros en la casa de subastas londinense Sotheby’s  en junio de 2003. En esta obra, Schjerfbeck pintó a su prima, Esther Lupander, que aparece sentada poniéndose unos zapatos. Se hace hincapié en la longitud de las piernas de la niña, que era apodada “la saltamontes”.[4]
- En 2012, con motivo de la celebración del centésimo quincuagésimo aniversario de su nacimiento, en los museos finlandeses se rindió un homenaje a Schjerfbeck, reconociéndola como uno de los personajes más ilustres de la historia de Finlandia.[2]
- Entre noviembre de 2019 y enero de 2020 el Ateneum de Helsinki y la Royal Academy of Arts de Londres organizaron de forma conjunta dos exposiciones en torno a Schjerfbeck.[5]
- También en 2020 se estrenó Helene,un biopic de la pintora finlandesa.[5]